# Munich UCL Morphology Corpus
Der Munich UCL Morphology Corpus (MUMC)  ist ein Textkorpus, eine elektronische Sammlung englischer Texte und transkribierter Dialoge, dessen Wörter morphologisch, also nach ihren Bestandteilen, markiert sind. Er wird an der LMU München zur Forschung in der Anglistik verwendet. Aus urheberrechtlichen Gründen ist er jedoch nicht öffentlich zugänglich.